# NGC 4837/2
NGC 4837/2 је спирална галаксија у сазвежђу Ловачки пси која се налази на NGC листи објеката дубоког неба.
Деклинација објекта је + 48° 18' 0" а ректасцензија 12h 56m 49,8s. Привидна величина (магнитуда) објекта NGC 4837 износи 13,8 а фотографска магнитуда 14,4. NGC 48372 је још познат и под ознакама UGC 8068, MCG 8-24-12, CGCG 245-6, 1ZW 46, PGC 44198.